# Platypsyllus castoris
Genre
Espèce
Platypsyllus castoris est une espèce de petits coléoptères ectoparasites, qui a perdu ses ailes et sa cuticule dure au cours de l'évolution, à ce jour uniquement trouvé dans la fourrure des castors,. Il appartient à une famille de coléoptères souvent trouvés dans les cavités souterraines.
L'espèce a failli disparaitre en Europe avec son hôte le Castor, mais elle est maintenant en cours de réintroduction ou de réapparition dans certains pays et dans un nombre croissant de régions, à l'occasion de la réintroduction ou du retour spontané du Castor fiber.

## Histoire
L'espèce a d'abord été décrite en Europe en 1869 à partir d'un spécimen prélevé sur un Castor canadensis détenu au zoo d'Amsterdam, puis en 1884 l'espèce a été décrite chez un castor sauvage européen en France et enfin en Amérique du Nord en 1886. Comme des castors nord-américains avaient été introduits en Europe pour des élevages de fourrure, on a pensé que l'espèce aurait pu être introduite à partir d'Amérique du Nord, ce qui semble peu probable, mais qui ne pourrait être définitivement prouvé que par une analyse génétique approfondie des divergences entre individus de Sibérie, d'Europe et d'Amérique du Nord.

## Description

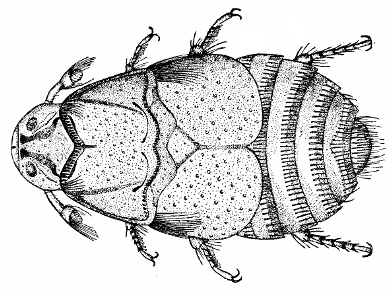
Adulte P. castoris
(Illustration de 1888)

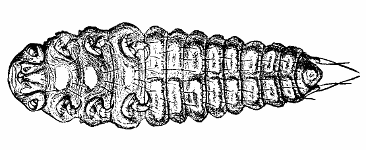
Jeune larve de P. castoris
(Illustration de 1888)

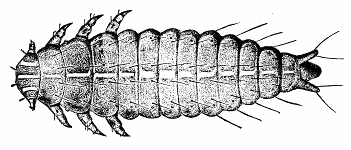
Vue dorsale du stade nymphal de P. castoris
(Illustration de 1888)

En raison de la petite taille des jeunes individus, et de la densité de la fourrure du castor, cette espèce peut être difficile à observer ou confondue avec des larves de mouches, une tique légèrement engorgée, ou avec une puce (mais cet insecte ne saute pas et a une couleur rouille, orangée à brune qui est caractéristique). 
Ces coléoptères sont souvent trouvés sans la région du cou ou sur la tête du Castor. Ils peuvent être « récoltés » en peignant la fourrure avec un peigne fin. Si le castor est mort, ils peuvent aussi se déplacer vers une autre source de chaleur (une main humaine éventuellement, à proximité d'une carcasse réfrigérée).

## Habitat
Ce coléoptère vit sur la peau et dans la fourrure des deux espèces encore présentes de castors. Selon Wood (1965), la larve, comme l'adulte semble se nourrir du tissu épidermique et éventuellement de sécrétions de la peau ou d'exsudats de plaies. D'autres auteurs considèrent qu'il n'est pas équipé pour attaquer la peau et ne peut se nourrir que de débris de desquamation ou d’exsudats. 
Dans au moins un cas, l'espèce a été trouvée sur un autre animal que le castor, mais il s'agissait d'une loutre qui aurait pu l'acquérir accidentellement (Belfiore 2006) lors d'une visite à l'intérieur d'un terrier ou d'une hutte de castor.

## Distribution
Ce coléoptère n'est connu que dans la zone holarctique (hémisphère nord) partout où le Castor (C. fiber ou C. canadensis) est présent, en Europe, Asie centrale et du nord et en Amérique du Nord.

## Prévalence
Le taux d'« infestation » observé est très variable selon les cas ; on a trouvé de zéro à 192 coléoptères adultes par castor (Janzen 1963).
Cet animal ne peut survivre longtemps hors de la fourrure du castor. Il meurt alors facilement, déshydraté (Janzen 1963).

## Reproduction
Tout le cycle de vie de l'animal se déroule dans la fourrure et sur la peau du castor, sauf la pupaison qui s'effectue dans la terre ou le substrat des gîtes (huttes ou terriers) du Castor (Peck, 2006).

## Parasite ou symbiote?
Il semble exister des interactions durables entre l'hôte et le parasite ; le castor ne semble pas gêné par l'alimentation de ces insectes (qui pourraient être exsudativores) ; sa griffe de toilettage (le castor dispose d'une griffe différente des autres, fendue, qu'il utilise pour peigner et entretenir son pelage) ne semble pas les supprimer (Wood, 1965).